# Den store amatören
Den store amatören är en svensk komedi från 1958, i regi av Hasse Ekman och producerad av Knäppupp.

## Om filmen
Filmen handlar om att folk i staden Fårtuna hittar ett gammalt skrin som innehåller pergament som berättar att staden fyller 800 år det året.
Filmen blev något av ett fiasko. Regiassistenten till filmen var Gösta Ekman d.y..

## Rollista
- Martin Ljung - Alfred Erlandsson, poliskonstapel
- Marianne Bengtsson - Linda Svensson, 17 år
- Hasse Ekman - Max Wallby, teaterdirektör
- Yngve Gamlin - Lilja, borgmästare i Fårtuna
- Sven-Eric Gamble - Roffe, Max betjänt och allt-i-allo
- Einar Axelsson - Victor Wirén, skollärare och ledamot av stadsfullmäktige
- Brita Borg - artist - "Fat Mammy Brown" och vikingakvinna
- Bullan Weijden - majorskan Olga af Klinting, ledamot av stadsfullmäktige
- Berndt Westerberg - poliskommissarien, ledamot av stadsfullmäktige
- Margit Andelius - fröken Krans-Wetterlund, ledamot av stadsfullmäktige
- John Melin - källarmästare Axel Hjalmar Grönwall, ledamot av stadsfullmäktige
- Georg Skarstedt - redaktör Nibbelöf, ansvarig utgivare av Fårtuna Dagblad, ledamot av stadsfullmäktige
- Hanny Schedin - fröken Milda Svensson, karamellbutiksföreståndare, Lindas faster
- John Norrman - Gustafsson, bilreparatör
- Astrid Bodin - fröken Knarring, ledamot av stadsfullmäktige
- Karl Erik Flens - Torsten, amatörskådespelare, Jago i "Othello"
- Marianne Nielsen - amatörskådespelerska, Desdemona i "Othello"
- Wiktor "Kulörten" Andersson - Oskar, elektriker
- Bellan Roos - fru Lithander, telefonist och amatörteaterrepetitör[4]

### Ej krediterade
- Olof Olsson - major Herman af Klinting, ledamot av stadsfullmäktige
- Birgitta Andersson	- Lita, operettstjärna
- Elsa Ebbesen-Thornblad - Hildur, Litas hushållerska
- Axel Högel - Jonasson, skolvaktmästare
- Jan Kings - Kalle, skolpojke
- Lars-Evert Peterson - Ulf, skolpojke
- Håkan Serner - amatörskådespelare
- Curt Löwgren - bud från borgmästaren
- Bo Samuelson - pressfotograf
- Ludde Juberg - kapellmästaren vid jubileumsfestspelet
- Povel Ramel - artist - viking i jubileumsfestspelet
- Tord Peterson - amatörskådespelare, bårbärare i "Othello"

## Musik i filmen
- Palais de dance, kompositör Dolf van der Linden, instrumental.
- Slippery Samba, kompositör Georges Cugaro, instrumental.
- Oen No Wani Moro, kompositör Max Woiski, instrumental.
- Fat Mammy Brown, kompositör och text Povel Ramel, sång Brita Borg.
- Wie mein Ahnl zwanzig Jahr'. Ur Der Vogelhändler (Farfars sång/Än en gång, än en gång. Ur Fågelhandlaren) , kompositör Carl Zeller, tysk text Moritz West och Ludwig Held, instrumental.
- Fårets sång, kompositör Bengt Hallberg, text Hasse Ekman, sång Martin Ljung
- Amours divins, ardentes flammes. ur La belle Hélène (Kärlek måste vi ha/O kärleks glöd. Ur Den sköna Helena), kompositör Jacques Offenbach, fransk text 1864 Henri Meilhac och Ludovic Halévy svensk text 1865 Palle Block, sång Bullan Weijden
- Tio små vikingar, kompositör och text Povel Ramel, sång Povel Ramel och Brita Borg[5]